# سليمان القوابعة
سليمان حماد عبد الله القوابعة ويشتهر سليمان القوابعة (مواليد 17 أغسطس 1943 الطفيلة، الأردن) هو كاتب أردني. وهو عضو في رابطة الكتاب الأردنيين واتحاد الكتاب العرب والهيئة العربية للثقافة والتواصل الحضاري (بيت الأنباط)، وهو أيضًا عضو مشارك في اللجنة الثقافية بجامعة مؤتة.

## دراسته
بدأ دراسته في الطفيلة وجنين والزرقاء وتقدم لامتحان الثانوية العامة في مدرسة الكرك الثانوية عام 1965. حصل على بكالوريوس الآداب من الجامعة الأردنية عام 1969، وعلى دبلوم التربية من جامعة مؤتة عام 1989.

## حياته المهنية
عمل معلمًا في مدارس وزارة التربية والتعليم الأردنية بداية من عام وحتى عام 1981، انتدب خلالها للتدريس في المغرب بين عامي 1976 و1980، ثم عُين مشرفًا تربويًا من عام 1982 وحتى عام 1993. عمل بعد ذلك رئيسًا لقسم الإشراف التربوي في محافظة الطفيلة بين عامي 1993 و2000، ثم مديرًا للشؤون التعليمية في المحافظة ذاتها حتى أحيل للتقاعد عام 2003.

## مؤلفاته
النتاج الروائي:
- «جرح على الرمال» (رواية)، عمّان، 1969
- «شجرة الأركان» (رواية)، عمّان، 1978[3]
- «الطفيلة، موجز في جغرافيتها التاريخية» (دراسة – ج1)، 1985
- «الطفيلة، تاريخها وجغرافيتها» (دراسة – ج2)، 1986
- «حوض الموت: الخيول تتعدى تخوم بلاد الجبال» (رواية)، عمّان، 1994[4]
- «الرقص على ذرى طوبقال» (رواية)، 1998[5]
- «فضاءات عربية: ضانا ساعة الضحى» (دراسات)، 2002[6]
- «حلم المسافات البعيدة (عبيد الرب)» (رواية)، 2007[7]
- «الثورة العربية الكبرى: معارك الطفيلة، صور من البطولة»، 2008[8]
- «سفر برلك ودروب القفر» (رواية)، 2010[9]
- «دروب الرمل» (رواية)، 2017[10]

## جوائز وتكريمات
- جائزة النص الأدبي من القيروان، تونس، 1976[11]
- جائزة الرواية العربية من المغرب، 1978[11]
- جائزة الشعر من مهرجان أغادير، 1979[11]
- جائزة التفرغ الأدبي، وزارة الثقافة الأردنية، 2009[11]